# 京釜高速線
京釜高速線（：／ Gyeongbu Gosok seon */?）是一條連結光明站與京釜線釜山站，屬於韓國鐵道公社的高速鐵路線，是京釜線KTX專用高速軌道。除光明站至釜山站的京釜高速本線外，還有衿川區廳站至光明市所下洞的始興連結線等3條連結線構成，京釜高速本線路線編號是101。往後水色站至衿川區廳站路段的新設路線與平澤連結線至五松站會促進四線化工程，將在國土交通部第3次國家鐵道網構築基本計劃內反映。

## 路線資料
- 路線名稱：京釜高速線
- 營業距離：398.2公里
- 路線編號：101
- 運行機關：韓國鐵道公社
- 軌距：1435毫米（標準軌）
- 站數：9個[2]
- 複線路段：全線
- 通行方式：左側通行

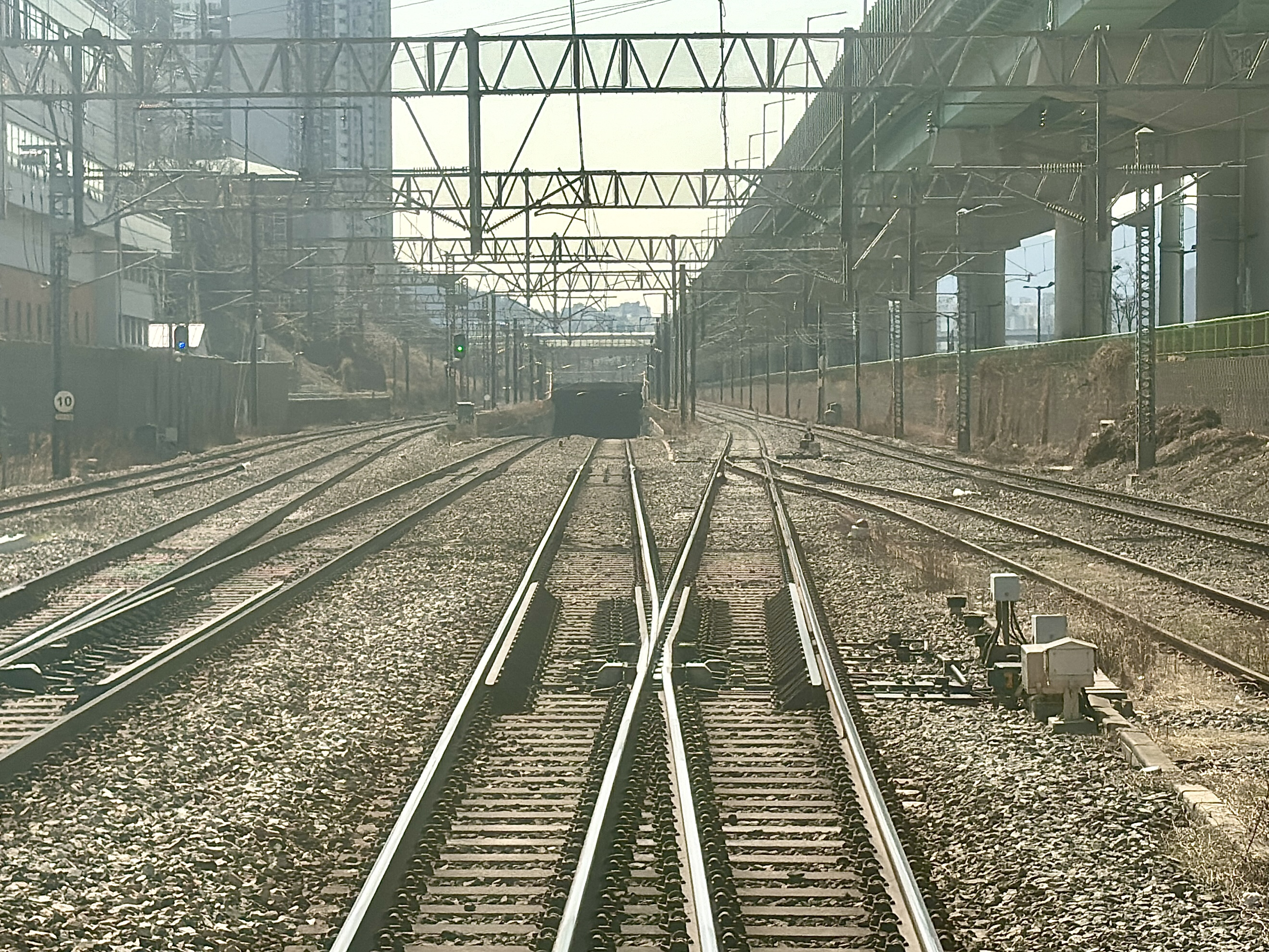
京釜线衿川区厅站南侧的始興連結線起点

- 電氣化路段：全線交流電 25,000 V 60 Hz
- 保安裝置：阿爾斯通TVM430（朝鲜语：TVM430），一部分路段兼容ATS[3]
- 運行列車：KTX-I、KTX-山川、KTX-青龍（全線）、SRT（120000、130000系）（天安牙山 - 釜山）、韩国铁道公社319000系电力动车组（衿川區廳 - 光明）[4]

## 歷史
京釜高速線建設計畫於1990年決定，1992年動工。原計畫一次性建成達高速鐵路標準之路線，但是因為1997年亞洲金融風暴影響，大田都心、大邱都心、及東大邱 - 釜山間工程延後，首通段僅始興連結線－大邱北連結線，不包括大田市内，延後開通的路段使用同轨距的京釜線運行，以多條「連結線」連接京釜高速線與京釜線。
- 2004年4月1日：始興連結線－大邱北連結線段開通[5]。
- 2010年8月26日：大邱北連結線－釜山連結線段與五松站、金泉站鐵道距離標示登出[6]。
- 2010年11月1日：大邱北連結線－釜山連結線段與五松站、金泉龜尾站開通[7]。
- 2013年8月31日：發生3列車連環相撞意外，9輛車廂脫軌、1人受傷送醫，鐵路局部癱瘓。[8]
- 2015年2月24日：宣佈開始使用乾川連結線[9]。
- 2015年4月2日：乾川連結線開通連接東海南部線。
- 2015年7月6日：宣佈開始使用大田、大邱都心路段[10]。
- 2015年8月1日：大田、大邱、釜山都心路段開通，除首爾都市圈外，全線與京釜線分離。[11]

目前光明站以北的首爾都市圈路段仍繼續使用京釜線運行，2022年6月30日首爾 - 光明高速鐵路線通過初步可行性研究。

## 車站列表
- 營業距離與實際距離有差異。

| ↑ 京釜線衿川區廳站方向 |    |    |                                              |      |       |            |        |
| －                     | － | － | 始興連結線                                   | -    | 0.0   | 京畿道     | 光明市 |
| 光明                   |    |    | ●首都圈電鐵1號線                             | 2.8  | 2.8   | 京畿道     | 光明市 |
| （分歧點）             | － | － | 水西平澤高速線                               | －   | －    | 京畿道     | 平澤市 |
| 天安牙山               |    |    | ●首都圈電鐵1號線（牙山站）                   | 74.0 | 76.8  | 忠清南道   | 牙山市 |
| 五松                   |    |    | 忠北線 湖南高速線                            | 28.7 | 105.5 | 忠清北道   | 清州市 |
| （分歧點）             | － | － | 湖南高速線                                   | －   | －    | 忠清北道   | 清州市 |
| 大田                   |    |    | 京釜線 大田線 ●大田都市铁道1号线（大田站）   | 35.1 | 140.6 | 大田广域市 | 東區   |
| 金泉 （龜尾）          |    |    |                                              | 73.8 | 214.4 | 庆尚北道   | 金泉市 |
| 西大邱                 |    |    | 京釜線                                       | 45.7 | 260.1 | 大邱廣域市 | 西區   |
| 東大邱                 |    |    | 京釜線 大邱線 ●大邱都市铁道1号线（東大邱站） | 7.4  | 267.5 | 大邱廣域市 | 東區   |
| （乾川分岐点）         | － | － | 乾川連結線                                   | －   | －    | 庆尚北道   | 慶州市 |
| 慶州                   |    |    |                                              | 49.0 | 316.5 | 庆尚北道   | 慶州市 |
| 蔚山                   |    |    |                                              | 30.0 | 346.5 | 蔚山广域市 | 蔚州郡 |
| 釜山                   |    |    | 京釜線 ●釜山都市铁道1号线（釜山站）          | 51.7 | 398.2 | 釜山廣域市 | 東區   |

### 始興連結線
| 站名       | 站名     | 站名               | 站間距離 (km) | 營業距离 (km) | 接续路線   | 所在地           |
| 中文       | 韩语     | 英語               | 站間距離 (km) | 營業距离 (km) | 接续路線   | 所在地           |
| ---------- | -------- | ------------------ | ------------- | ------------- | ---------- | ---------------- |
| 衿川区厅   | 금천구청 | Geumcheon-gucheong | 0.0           | 0.0           | 京釜線     | 首爾特別市衿川區 |
| 始興連結線 | -        | -                  | 1.5           | 1.5           | 京釜高速線 | 首爾特別市衿川區 |

### 乾川連結線
| 站名       | 站名 | 站名               | 站間距離 (km) | 營業距离 (km) | 接续路線   | 所在地          |
| 中文       | 韩语 | 英語               | 站間距離 (km) | 營業距离 (km) | 接续路線   | 所在地          |
| ---------- | ---- | ------------------ | ------------- | ------------- | ---------- | --------------- |
| 乾川分岐点 |      | Geoncheon Junction | 0.0           | 0.0           | 京釜高速線 | 慶尚北道 慶州市 |
| 牟梁信号場 |      | Moryang            | 3.3           | 3.3           | 東海線     | 慶尚北道 慶州市 |

## 外部連結
- [[韩国铁道 缆线试乘] KTX运转室 首尔至釜山]. YouTube. 2022-06-11  [2022-06-17]. （原始内容存档于2022-06-17） （韩语）.